# Willi Heckmann
Willi Heckmann (ur. 23 lutego 1952 w Nußloch) – zachodnioniemiecki zapaśnik walczący w stylu wolnym. Olimpijczyk z Montrealu 1976, gdzie zajął ósme miejsce w kategorii 48 kg. Zajął szóste miejsce w mistrzostwach świata i Europy w 1976 roku.
Zdobył siedem tytułów mistrza Niemiec w latach: 1971 i 1974-1980, drugi w 1970 a trzeci w 1972 i 1973.
- Turniej w Montrealu 1976

Wygrał z Jürgenem Möbiusem z NRD, a przegrał z Mongołem Gombynem Chiszigbaatarem i Japończykiem Akirą Kudō.